# Eutelia resoluta
Eutelia resoluta är en fjärilsart som beskrevs av Walker 1865. Eutelia resoluta ingår i släktet Eutelia och familjen nattflyn. Inga underarter finns listade i Catalogue of Life.